# Пряшівський край
Див. також статтю Пряшівщина.
Пря́шівський край (словац. Prešovský kraj) — адміністративна одиниця (словац. správny celok) та один з восьми країв Словаччини з адміністративним центром у місті Пряшів. Пряшівський край поділяється на «округи» (райони) (словац. okres). Площа краю становить 8.993 км², населення 807.011 осіб. Пряшівський край виник у процесі реорганізації адміністративного поділу країни 1 липня 1996 р., коли з колишньої Східно-Словацької області (словац. Východoslovenský kraj) утворилися Кошицький край на півдні та Пряшівський край на півночі.

## Адміністративно-територіальний поділ
Пряшівський край складається з 13 округів (районів):
- Бардіїв (округ)
- Вранов-над-Топльоу (округ)
- Гуменне (округ)
- Кежмарок (округ)
- Левоча (округ)
- Меджилабірці (округ)
- Попрад (округ)
- Пряшів (округ)
- Сабінов (округ)
- Свидник (округ)
- Снина (округ)
- Стара Любовня (округ)
- Стропков (округ)

Територія Пряшівського краю є водночас самоврядною територіальною одиницею (словац. samosprávny uzemný celok) — Пряшівським самоврядним краєм (словац. Prešovský samosprávny kraj) і поділяється на населені пункти (села та міста). Межі Пряшівського самоврядного краю збігаються з межами Пряшівського краю. Органами Пряшівського самоврядного краю є:
- Рада / Парламент Пряшівського самоврядного краю (словац. Zastupiteľstvo Prešovského samosprávneho kraja), який складається з 62 депутатів.
- Голова Пряшівського самоврядного краю (словац. Predseda Prešovského samosprávneho kraja) — Петер Худік.

На території Пряшівського краю знаходиться 650 населених пунктів, у тому числі 23 міст: Бардіїв, Ганушовце-над-Топльоу, Гуменне, Ґіралтовце, Кежмарок, Левоча, Липани, Меджилабірці, Подолинець, Попрад, Пряшів, Сабинів, Снина, Списька Бела, Списька Стара Вес, Спиське Подградє, Стара Любовня, Стропков, Свидник, Світ, Великий Шариш, Високі Татри, Вранов-над-Топльоу.

## Розташування

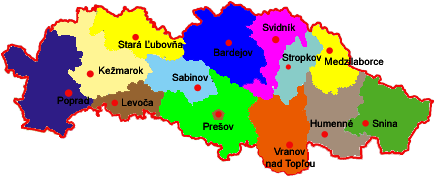
Мапа Пряшівського краю

Пряшівський край знаходиться на півночі Східної Словаччини. На півночі межує з Польщею, на сході з Україною, на півдні з Кошицьким краєм, на заході з Банськобистрицьким та Жилінським краями. Обіймає північну частину трьох колишніх угорських жуп: Списької, Шариської і Земплінської та Собранецький повіт Ужанської.

## Природа
Пряшівський край охоплює низку географічних районів: західну частину Східних Карпат, частини Низьких й Західних Бескидів, Латиської низовини і Центральних Словацьких Карпат. Східна частина Пряшівщини — на схід від р. Цірохи має типову для Східних Карпат смугову будову, що полягає в чергуванні поздовжніх гірських високих смуг з нижчими заглибинами. Тут у напрямі з півдня на північ виступають: вулканічний Вигорлат (найвищий верх — 1076 м) з підгір'ям, відділений Внутрішньою Карпатською долиною (вздовж Цірохи й Ублі від Середнього Бескиду (найвищий верх 1221 м). Найбільшу частину Пряшівського краю займає Низький Бескид (найвищий верх — 1002 м), найнижча частина Карпат (зокрема Ондавське низькогір'я). На захід від широкої долини Топлі й Бардіївської котловини простягаються частини Західного Бескиду — Чергівські гори (1157 м), відокремлені від Списької Маґури (1259 м) і Левоцьких гір (1290 м), утворених з легко зфалдованого флішу. Південний захід Пряшівського краю займають Солоні (або Пряшівські) вулканічні гори (1092 м), широка Кошицько-Пряшівська улоговина (вздовж Горнаду й Ториси), а далі на захід — масиви (Словацькі Рудні гори — 1240 м, гранітовий Бранисько — 1172) і котловини (Списька) Центральних Словацьких Карпат. Південно-східну частину Пряшівського краю займає західна частина Потиської (східно-словацької) низовини. Низка вигідних перевалів — уздовж Ториси-Попраду, Тилицький (688 м), Дукельський (502), Лупківський (651) й інші полегшують сполучення з північним узбіччям Карпат.
В Пряшівському краю можна вирізнити такі краєвиди:
- середньогірський (висота хребтів до 1000, винятково до 1300 м);
- низькогірський (зокрема Ондавське низькогір'я, також Бардіївське, Зборівське та ін.; висота до 600 м);
- Латиська низовина;
- Кошицько-Пряшівська майже рівна улоговина;
- Середгірська Списька котловина.

## Клімат, ґрунти, рослинність
Клімат Пряшівського краю помірно континентальний, менш континентальний і тепліший порівняно із Закарпаттям. Він міняється залежно від висоти. Середня річна температура від 3°С у найвищих гірських масивах до 10°С на Потиській низовині; температура липня — 14-21°C, січня — від −8 до −3°C; кількість атмосферних опадів 580—1100 мм. Кількість опадів для Пряшева (висота 257 м): 8,3, 19,1 і −3,9°C; 631 мм.
Урожайніші ґрунти поширені лише на Потиській низовині й Кошицько-Пряшівській улоговині (дерново-підзолисті глеюваті та глейові ґрунти і — найурожайніші — буроземи). У горах основні ґрунти — маловрожайні опідзолені лісові ґрунти.
Рослинність розподіляється (залежно від висоти) на ряд природних біогеоценозів: лісостепова рослинність з дубовими лісами і заплавними луками на Потиській низовині й Кошицькій улоговині; в горах до висоти 400 м поширені дубові ліси, найбільшу площу займають букові ліси, вищих — ялини і смереки; у гірських масивах Західного Бескиду переважають ялиново-букові й смерекові ліси. Ліс займає у горах близько 40 % всієї площі.

## Населення
| Рік:            | 1994.   | 2004.   | 2014.   | 2024.   |
| --------------- | ------- | ------- | ------- | ------- |
| Кількість осіб: | 763 911 | 796 745 | 819 977 | 810 008 |
| Різниця:        |         | +4,29 % | +2,91 % | -1,21 % |

| Рік:            | 2023.   | 2024.   |
| --------------- | ------- | ------- |
| Кількість осіб: | 808 810 | 810 008 |
| Різниця:        |         | +0,14 % |

На 1 км² Пряшівського краю живе в середньому 90 мешканців. Населення розміщене нерівномірно: найгустіше заселені Потиська низовина (80) і Пряшівська улоговина (близько 100), найслабше — гірські масиви Західних Бескидів, Солоні гори, Вигорлят і Середні Бескиди. Ледве 1/4 населення живе в містах; найбільше їх на пограниччі гір і низовини. Найвизначнішим містом є Пряшів (93 000 меш.) та Попрад, від 30 — 50 000 мають: Михайлівці, Гуменне і Бардіїв; від 20 — 30 000: Снина, Требішов; від 10 — 20 000: Стара Любовня, Свидник, Стропків; 5-10000: Сабинів, Сечовце, Меджилабірці; менше 5 000: Зборів й ін. За винятком Пряшева і Михайлівців, міста Пряшівського краю мали до 1950 р. торговельно-адміністративний характер, менші — с.-г.-торг.; тепер щораз більше значення має промисловість.

### Національний склад
- словаки — 90,3 %
- цигани (роми) — 4,5 %

```
русини
 
 — 4,1
 
%
```

- чехи — 0,5 %
- угорці — 0,1 %
- інші — 1,2 %

### Мовний склад
Рідна мова за переписами 2001—2011.
| №     | Рідна мова     | Населення 2001 | Населення 2011 | Населення 2011 |
| ----- | -------------- | -------------- | -------------- | -------------- |
| 1.    | Словацька      | 677 773        | 631 193        | 77,49 %        |
| 2.    | Циганська      | 43 208         | 57 228         | 7,03 %         |
| 3.    | Русинська      | 52 679         | 50 459         | 6,27 %         |
| 4.    | Чеська         | 3 991          | 2 924          | 0,36 %         |
| 5.    | інша           | 3 331          | 3 688          | 0,46 %         |
| 6.    | не визначилися | 8 986          | 69 035         | 8,47 %         |
| разом | разом          | 789 968        | 814 527        | 100 %          |

### Склад населення за приналежністю до релігії
- римо-католики: 67 %,
- греко-католики: 16 %,
- еванєлики (протестанти): 5 %,
- православні: 4 %

## Промисловість
Пряшівський край завжди належав до економічно найвідсталіших частин держав, у межах яких перебував. Населення жило майже винятково з сільського господарства, яке велося у карликових господарствах та на примітивному рівні. Деяка частина людності працювала на лісових роботах та на сезонових працях поза Пряшівським краєм, зокрема (до 1914) під час жнив у глибині Угорщини. Невелике значення мала домашня і кустарна промисловість (ткацтво, обробка дерева тощо) та мандрівні зайняття (дротярство у півн.-зах. частині краю). Велику підтримку населенню давали емігранти зі США: деякі з них поверталися з заробленими грошима, ін. допомагали родинам, які залишилися в краю. Чималі зміни у нар. господарстві Пряшівського краю наступили з 1950 у зв'язку з колективізацією сіль. господарства, деякою індустріалізацією й електрифікацією, поширенням фахової освіти, інтенсифікацією транспорту тощо.
До 1950 промисловість, за винятком невеликих зав. — деревообробних і харч., майже не існувала. Згодом розвинено такі її галузі: легку, деревообробну, хім., будів. матеріалів тощо. Найбільшим пром. осередком є Пряшів, менші: Михайлівці (швейна промисловість), Бардіїв (шкіряна, швейна), Гуменне і Стражське (хім.), Снина (будів. матеріалів), Бранів (деревообробна), Требишів (харч.) і ряд менших осель з місц. промисловістю.
Пряшівський край слабо забезпечений зал. шляхами. Важливий шлях, який сполучає Словаччину з Україною (Кошиці — Чоп); поперечні шляхи, які в'язали колись Угорщину з Галичиною (з Кошиць уздовж Ториси і Попраду до Тарнова та з Будапешту через Лупківський перевал до Перемишля і Львова) втратили після 1918 своє значення; більше значення має залізниця Пряшів — Вранів — Гуменне. Сильно збільшився автотранспорт, який сполучає тепер важливіші оселі П.; найважливіший шлях: Пряшів — Михайлівці — Ужгород.